# اسرائیل و سلاح‌های کشتار جمعی
اسرائیل دارای سلاح‌های کشتار جمعی دانسته شده و یکی از چهار کشور دارای سلاح هسته‌ای به‌شمار می‌رود که پیمان‌نامه منع گسترش سلاح‌های هسته‌ای (NPT) را به رسمیت نشناخته است. دفتر ارزیابی فناوری کنگره آمریکا اسرائیل را به عنوان کشوری دارای قابلیت‌های جنگ‌افزار شیمیایی و یک برنامه جنگ‌افزارهای بیولوژیک تهاجمی اعلام‌نشده ضبط کرده است. اسرائیل با استفاده از سیاست ابهام‌آفرینی تعمدی، رسماً داشتن جنگ‌افزار هسته‌ای را نه رد کرده و نه تأیید.

## سلاح‌های هسته ای

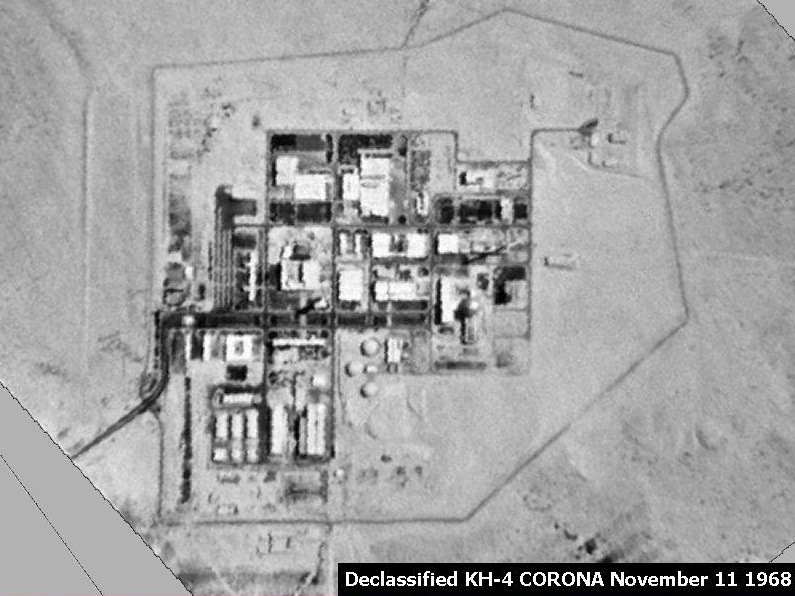
مرکز تحقیقات هسته‌ای نقف در دیمونا، عکس‌برداری شده توسط ماهواره شناسایی آمریکایی KH-4 CORONA، 11-11-1968.

اعتقاد بر این است که اسرائیل تا سال ۱۹۶۷ میلادی دارای قابلیت تسلیحات هسته‌ای عملیاتی بود و تولید انبوه کلاهک‌های هسته‌ای بلافاصله پس از جنگ شش روزه انجام شد. کارشناسان ذخایر تسلیحات هسته ای اسرائیل را از ۶۰ تا ۴۰۰ عدد تخمین زدند. همچنین گزارش شده است که اسرائیل دارای طیف گسترده‌ای از سیستم‌های مختلف، از جمله بمب‌های نوترونی، سلاح‌های هسته ای تاکتیکی، و بمب‌های اتمی چمدان است.
در ۵ نوامبر ۲۰۲۳، در بحبوحه جنگ ۲۰۲۳ اسرائیل و حماس، آمیهای الیاهو، وزیر میراث فرهنگی، اظهار داشت که استفاده از سلاح اتمی در تهاجم اسرائیل به نوار غزه می‌تواند «یکی از احتمالات» باشد. او نه عضو کابینه امنیتی بود و نه در کابینه جنگ، و متعاقباً از جلسات کابینه تعلیق شد.

## سلاح‌های شیمیایی
اسرائیل کنوانسیون تسلیحات شیمیایی (CWC) را امضا کرده اما تصویب نکرده است. در سال ۱۹۸۳ گزارشی توسط سیا اعلام شد که اسرائیل، پس از اینکه «خود را در محاصره کشورهای عربی خط مقدم با قابلیت‌های CW در حال توسعه یافت، به‌طور فزاینده‌ای از آسیب‌پذیری خود در برابر حمله شیمیایی آگاه شد… برنامه‌ای برای آماده‌سازی جنگ شیمیایی در مناطق تهاجمی و حفاظتی انجام داد. … در اواخر سال ۱۹۸۲ یک مرکز احتمالی تولید عامل اعصاب CW و یک مرکز ذخیره‌سازی در منطقه ذخیره‌سازی حساس دیمونا در صحرای نقب شناسایی شد. همچنین گمانه‌زنی‌هایی وجود دارد مبنی بر اینکه ممکن است یک برنامه تسلیحات شیمیایی در مؤسسه تحقیقات بیولوژیکی اسرائیل (IIBR) در نس زیونا مستقر باشد.

## سلاح‌های بیولوژیکی

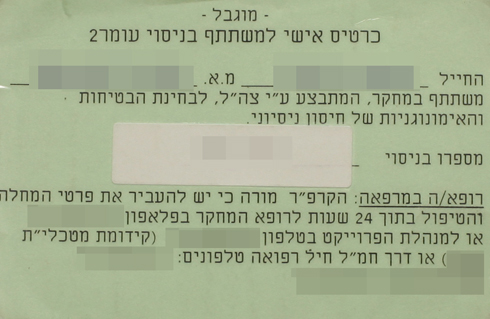
شرح: کارت شخصی ارتش اسرائیل برای یکی از شرکت‌کنندگان در آزمایش «عمر ۲».

بر اساس دفتر ارزیابی فناوری کنگره ایالات متحده، اسرائیل مظنون به توسعه توانایی جنگ بیولوژیکی تهاجمی است. اسرائیل یکی از امضاکنندگان کنوانسیون سلاح‌های بیولوژیکی (BWC) نیست. فرض بر این است که مؤسسه تحقیقات بیولوژیکی اسرائیل در نس زیونا واکسن‌ها و پادزهرهایی را برای جنگ‌های شیمیایی و بیولوژیکی تولید می‌کند. به‌طور کلی توافق شده است که اسرائیل انباری از سلاح‌های شیمیایی ندارد. حدس زده می‌شود که اسرائیل توانایی فعالی برای تولید و انتشار تسلیحات بیولوژیکی، احتمالاً در نتیجه برنامه بسیار پیچیده دفاع زیستی خود، حفظ می‌کند. اسرائیل اقداماتی را برای تقویت مقررات کنترل صادرات خود در زمینه بیوتکنولوژی‌های دوگانه انجام داده است. اسرائیل قبلاً جنگ بیولوژیکی را در عملیات سال ۱۹۴۸ انجام داده است.